# Liste des services d'ambulance au Royaume-Uni
Ceci est la liste des services d'ambulance au Royaume-Uni :
| Service d'ambulance                | Zone couverte au RU |
| ---------------------------------- | ------------------- |
| Northern Ireland Ambulance Service | Irlande du Nord     |
| Scottish Ambulance Service         | Écosse              |
| Welsh Ambulance Service            | Pays de Galles      |

Services d'ambulance en Angleterre :
| Services d'ambulance               | Traduction                                   | Comtés cérémoniales couvertes |
| ---------------------------------- | -------------------------------------------- | --- |
| East of England Ambulance Service  | Service d'ambulance de l'Est de l'Angleterre | Bedfordshire, Cambridgeshire, Essex, Hertfordshire, Norfolk, Suffolk                                                                         |
| East Midlands Ambulance Service    | Service d'ambulance des Midlands de l'Est    | Derbyshire, Leicestershire, Lincolnshire, Northamptonshire, Nottinghamshire, Rutland                                                         |
| Isle of Wight NHS Trust            | Division du NHS de l'Île de Wight            | Île de Wight |
| London Ambulance Service           | Service d'ambulance de Londres               | Grand Londres |
| North Eastern Ambulance Service    | Service d'ambulance du Nord-Est              | Durham, Tyne and Wear, Northumberland, Yorkshire du Nord (Stockton-on-Tees, Middlesbrough et Redcar and Cleveland)                           |
| North Western Ambulance Service    | Service d'ambulance du Nord-Ouest            | Cheshire, Cumbria, Grand Manchester, Lancashire, Merseyside                                                                                  |
| South Central Ambulance Service    | Service d'ambulance du Sud-Central           | Berkshire, Buckinghamshire, Hampshire, Oxfordshire                                                                                           |
| South East Coast Ambulance Service | Service d'ambulance de la Côte du Sud-Est    | Kent, Surrey, Sussex de l'Est, Sussex de l'Ouest                                                                                             |
| South Western Ambulance Service    | Service d'ambulance du Sud-Ouest             | Bristol, Cornouailles, Devon, Dorset, Gloucestershire, Somerset, Wiltshire                                                                   |
| West Midlands Ambulance Service    | Service d'ambulance des Midlands de l'Ouest  | Herefordshire, Midlands de l'Ouest, Shropshire, Staffordshire, Warwickshire, Worcestershire                                                  |
| Yorkshire Ambulance Service        | Service d'ambulance de Yorkshire             | Yorkshire de l'Est, Yorkshire de l'Ouest, Yorkshire du Nord (sauf Stockton-on-Tees, Middlesbrough et Redcar and Cleveland), Yorkshire du Sud |